# أنار كريموف
أنار قابيل أغلو كريموف (بالأذرية: Anar Qabil oğlu Kərimov) رجل الدولة، النائب الأول لوزير الثقافة في جمهورية أذربيجان ووزير الثقافة بالنيابة.

## حياته
ولد أنار كريموف عام 1977 في مقاطعة فضولي. تخرج من جامعة باكو الحكومية، كلية دراسات شرقية على تخصص اللغة العربية والآدب بدرجة البكالوريوس عام 1998، وأكاديمية إدارة الدولة برئاسة رئيس الجمهورية أذربيجان على تخصص العلاقات الدولية والدبلوماسية بدرجة الماجستير عام 2003.
شارك أنار كريموف الدورات الدراسة في الجامعة المستنصرية في العراق وفي معهد الدراسات الدبلوماسية في مصر، أكاديمية فيينا الدبلوماسية بالنمسا ومعهد سان ريمو الدولي للقانون الإنساني بإطاليا، وببولاندا.
يتحدث بالروسية والإنجليزية والفرنسية.

## نشاته
بدأ أنار كريموف نشاته كالملحق بمكتب حقوق الإنسان، وإرساء الديمقراطية والشؤون الإنسانية والسكرتير الثالث في 2000 في وزارة الخارجية.
- بين 2004 – 2008 عمل منصب السكرتير الثالث والثاني لدى مجلس أوروبا وسفارة جمهورية أذربيجان في مملكة بلجيكا.
- وفي 2008-2009 عمل منصب السكرتير الأول في إدارة الشؤون الإنسانية والاجتماعية لوزارة الخارجية.
- وبين 2010 – 2014 كان مستشارا للبعثة الدائمة للجمهورية أذربيجان لدى يونسكو.[2]
- في 23 مايو لعام 2014 منح كريموف برتبة دبلوماسية للسفير فوق العادة والمفوض الدرجة الثاني بموجب القرار لرائيس جمهورية أذربيجان وتم التعيين ممثلا دائما لجمهورية أذربيجان لدى اليونسكو.
- وفي 9 يوليو لعام 2019 تم ترقية آنار كريموف إلى رتبة دبلوماسية فوق العادة ومفوضة.[3]
- تم التعيين أنار كريموف النائب الأول لوزير الثقافة في جمهورية أذربيجان ومع ذلك وقد مُنحت له سلطة العمل كوزير الثقافة بالنيابة.[4]